# HGÜ-Kurzkupplung

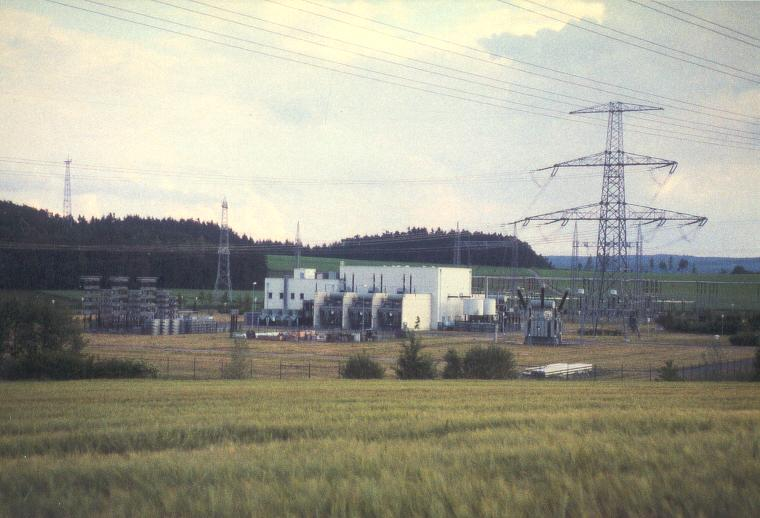
Stromrichterhalle und Freiluftanlage der ehemaligen Gleichstromkurzkupplung Etzenricht

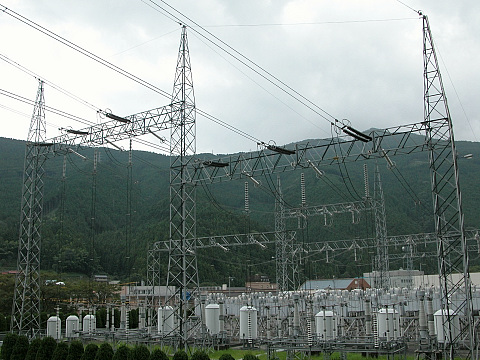
Kurzkupplung Sakuma Shūhasū Henkansho in Japan

Eine HGÜ-Kurzkupplung, auch bezeichnet als HGÜ-Kurzkopplung, Gleichstromkupplung (GK) oder Gleichstromkurzkupplung (GKK), im Englischen Back-To-Back-Station (B2B), ist eine Anlage zur Hochspannungs-Gleichstrom-Übertragung, bei der sich beide Stromrichter auf demselben Areal, meist sogar innerhalb desselben Gebäudes befinden und die Länge der Gleichstromleitung daher nur wenige Meter beträgt. HGÜ-Kurzkupplungen werden zur elektrischen Verbindung von Stromnetzen verwendet, welche jeweils mit Wechselstrom bzw. Dreiphasenwechselstrom betrieben werden.

## Einsatzgebiete
HGÜ-Kurzkopplungen dienen zur Kupplung von Netzen mit unterschiedlichen Netzfrequenzen (50 Hz / 60 Hz) wie in Japan bei dem Higashi-Shimizu Frequency Converter oder in Saudi-Arabien bei der GKK Al Fadhili.
Des Weiteren werden HGÜ-Kurzkopplungssysteme bei der Kupplung von Netzen mit verschiedener Frequenz und Phasenzahl als Ersatz für Bahnstromumformerwerke mit rotierenden Maschinen verwendet.
Ein weiteres Einsatzgebiet ist die Kupplung von zueinander asynchronen Drehstromnetzen, wie bei der in Russland gelegenen HGÜ-Kurzkupplung Wyborg, welche das russische Stromnetz mit dem finnischen Netz verbindet. In den USA sind HGÜ-Kurzkupplungen ebenfalls verbreitet, da dort vier asynchrone Verbundnetze existieren (kontinentale USA mit Kanada, aber ohne Alaska und Hawaii). In Mitteleuropa waren bis 1995/96 die GKK Etzenricht, GK Dürnrohr und die GK Wien-Südost in Betrieb, welche durch den Synchronschluss der west- und osteuropäischen Stromnetze überflüssig wurden.

## Eigenschaften
Im Unterschied zu HGÜ-Fernleitungen kann bei HGÜ-Kurzkupplungen wegen der kurzen Leitungslänge die Gleichspannung im Zwischenkreis niedriger gewählt werden, typisch sind hier 70 kV bis 150 kV. Man wählt die Gleichspannung
- so niedrig, dass die Stromrichterhalle möglichst klein bleibt
- aber stets so hoch, dass für die maximale Übertragungsleistung keine Parallelschaltung von Gleichrichtern nötig ist.